# Ернест Трубриџ
Ернест Трубриџ (Хампстед, 1862 — Бијариц, 1926) је био британски адмирал, који је три ратне године у Првом светском рату провео са српском војском, налазећи се на веома важним дужностима. Његова Британска поморска мисија бранила је раме уз раме са Србима Београд и Србију од удруженог напада Немачке, Аустроугарске и Бугарске, у октобру и новембру 1915. Потом су, са Србима, препешачили црногорске и албанске снежне врлети. Адмирал Трубриџ је командовао и луком Медовом. Био је уз Србе и када су 1918. ушли у ослобођени Београд.
По заврштеку Првог светског рата, његова веза са Балканом се није окончала. Почев од 1919. године, председавао је Међусавезничкој, а затим и Међународној дунавској комисији. Преминуо је 1926. године у Бијарицу.